# Balantiopsis diplophylla
Balantiopsis diplophylla är en bladmossart som först beskrevs av Hook.f. et Taylor, och fick sitt nu gällande namn av William Mitten. Balantiopsis diplophylla ingår i släktet Balantiopsis och familjen Balantiopsidaceae. Inga underarter finns listade i Catalogue of Life.